# Чистотел
Чистоте́л (лат. Chelidonium) — олиготипный род двудольных растений семейства Маковые (Papaveraceae). 

## Название
Научное название рода происходит от латинизированного греческого названия растения Chelidónium от греч. χηλιδων — ласточка. Основанием для названия послужило то, что многие поколения врачей, начиная с древнегреческих, Авиценны и до XVIII века, считали чистотел полезным для лечения глазных заболеваний. Основана эта вера была на старинной легенде, в которой говорится о том, что ласточка лечит глаза своим ослепшим птенцам соком чистотела. Вот что по этому поводу написано в одной из дидактических поэм «О свойствах трав» (XI век), принадлежащей средневековому поэту и учёному Одо из Мёна:
Как сообщают врачи, у травы чистотела известны

Два её вида, и первый название носит большого,

Малым зовётся второй; и глазам они оба целебны,

Ею ослепшим птенцам, пусть у них и проколоты глазки,

Зрение ласточка-мать, Плиний пишет о том, возвращает.

Он говорит, что трава с их прилётом расти начинает

И засыхает, когда по привычке они улетают;

И хелидонии имя отсюда у ней: ведь хелидон

Эта крылатая птичка обычно зовётся у греков…
Chelidonium — научное название не только рода цветковых растений, но и рода насекомых (жуков) из семейства усачей (Cerambycidae). Поскольку ботанический род Chelidonium находится в юрисдикции Международного кодекса ботанической номенклатуры, а зоологический род Chelidonium — в юрисдикции Международного кодекса зоологической номенклатуры, эти названия не являются таксономическими омонимами и к ним не должна применяться процедура устранения омонимии.

## Ботаническое описание
Прямостоячие многолетние травянистые растения с округлым стеблем, выделяющие на срезе млечный сок.
Корневище коричневого цвета.
Листья заострённые, яйцевидные, могут быть стеблевыми и прикорневыми. Прикорневые листья формой от обратнояйцевидно-продолговатых до ланцетных, собраны в розетку; стеблевые листья размещены очерёдно.
Цветки многочисленные, четырёхлепестковые, жёлтого цвета, собраны в соцветие-зонтик.
Плод — голая коробочка узко-цилиндрической формы, несёт многочисленные мелкие блестящие семена.
Сок чистотела содержит токсичные вещества, которые могут привести к образованию ожога на коже человека.

## Распространение и экология
Встречаются в районах с умеренным климатом от Европы до Японии.

## Классификация

### Таксономическое положение
- Chelidonium L., 1753, Sp. Pl. : 505

Таксономическое название рода опубликовано шведским систематиком Карлом Линнеем в первом томе работы Species plantarum.
Род  Чистотел включается в трибу  Чистотеловые (Chelidonieae) подсемейства Маковые (Papaveroideae) семействa Маковые (Papaveraceae) порядка Лютикоцветные (Ranunculales), последовательно входящего в более крупные клады Эвдикоты → Цветковые растения. Таксономическая схема в соответствии с Системой APG IV по состоянию на декабрь 2023 года:
|  |                          |  |                                   |                                   |                   |  | еще 6 семейств |              |              |                                                                |
|  |                          |  |                                   |                                   |                   |  |                |              |              | 2 подтвержденных вида и 3 таксона в статусе "неподтвержденных" |
|  |                          |  |                                   | порядок Лютикоцветные             |                   |  |                |              | род Чистотел |                                                                |
|  |                          |  |                                   | порядок Лютикоцветные             |                   |  |                |              | род Чистотел |                                                                |
|  | клада Цветковые растения |  |                                   |                                   | семейство Маковые |  |                |              |              |                                                                |
|  | клада Цветковые растения |  |                                   |                                   |                   |  |                |              |              |                                                                |
|  |                          |  | ещё 63 порядка цветковых растений | ещё 63 порядка цветковых растений |                   |  |                | еще 45 родов | еще 45 родов |                                                                |
|  |                          |  |                                   | ещё 63 порядка цветковых растений |                   |  |                |              | еще 45 родов |                                                                |

### Виды
В настоящее время в составе рода выделяют два вида:
- Чистотел азиатский (Chelidonium asiaticum), (H.Hara) Krahulc.
- Чистотел большой (Chelidonium majus), L.typus[9]